# Lex Luthor (DC Extended Universe)
Alexander Joseph "Lex" Luthor, Jr. es un personaje ficticio del Universo extendido de DC basado en el supervillano de DC Comics del mismo nombre. Es interpretado por Jesse Eisenberg. Luthor apareció por primera vez en la película de 2016 Batman v Superman: Dawn of Justice, enfrentando a Batman y Superman entre sí en un intento de erradicar a los dos superhéroes. También aparece brevemente en Justice League y su versión del director. La interpretación de Eisenberg de Lex Luthor ha sido descrita como poco ortodoxa en comparación con la mayoría de las representaciones del personaje, y su actuación en Batman v Superman recibió críticas mixtas.

## Creación y ejecución de personajes.

### Entre bastidores

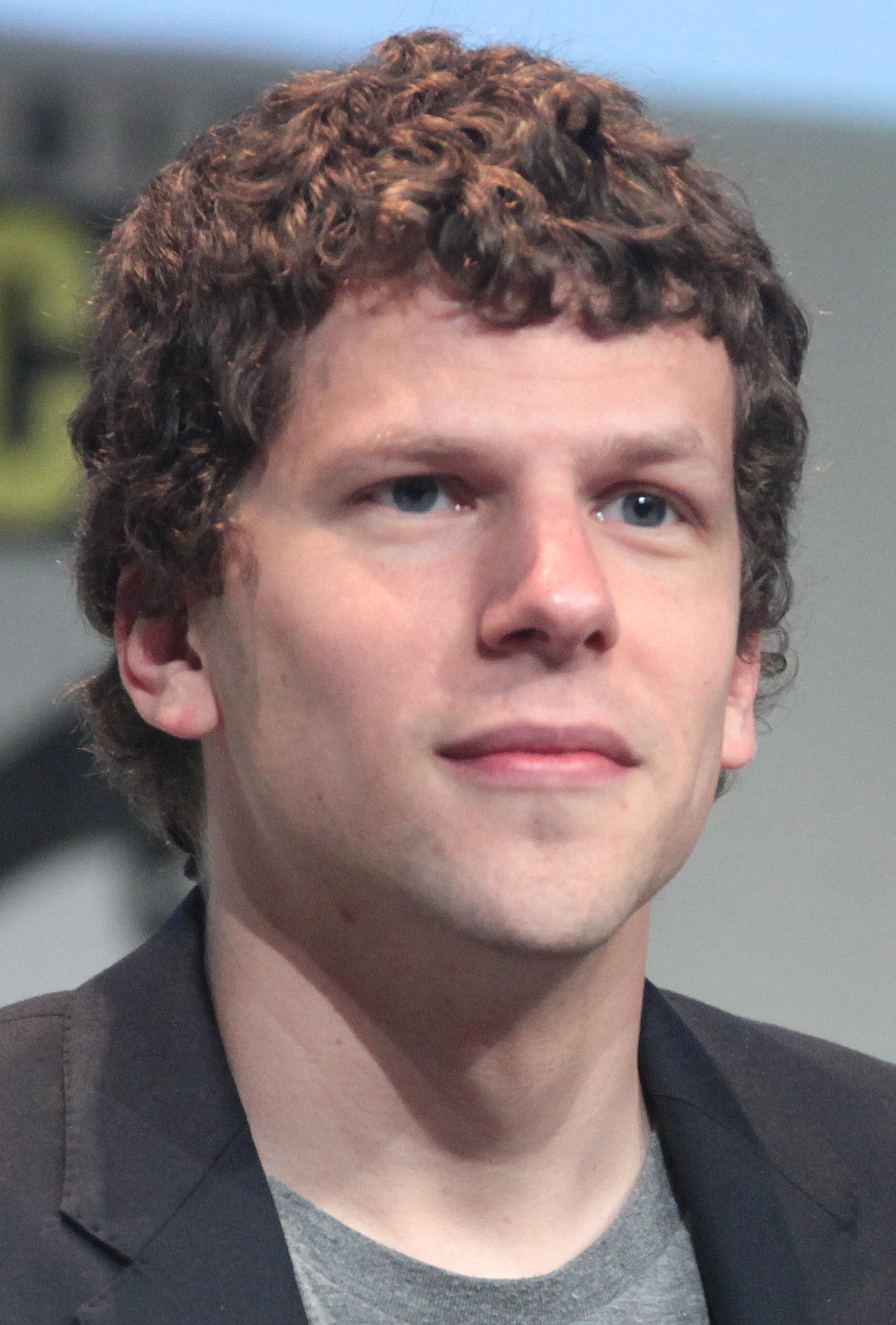
Jesse Eisenberg en 2015

El 31 de enero de 2014, se informó que el actor Jesse Eisenberg fue elegido como Lex Luthor, uno de los mayores enemigos de Superman, en la película del DCEU Batman v Superman: Dawn of Justice .  El guionista David S. Goyer habló sobre el personaje de la secuela de El Hombre de Acero como un multimillonario al estilo Bill Gates .  El director Zack Snyder habló sobre ver una versión moderna como una combinación de Richard Branson y Brad Pitt .  Eisenberg también había interpretado al multimillonario y empresario de la vida real Mark Zuckerberg en la película The Social Network, que Kase Wickman de MTV notó y utilizó para hacer comparaciones entre Luthor y Zuckerberg, especialmente con este último retratado como despiadado en dicha película. 
Eisenberg reveló en una entrevista con Chris Van Vliet después del estreno de la película que "no tenía idea" de para qué personaje estaba audicionando al principio y expresó dudas cuando Snyder reveló más tarde que era para Lex Luthor, aunque luego aceptó después de leer el guion. Dijo que el papel de Luthor "tenía todo lo que realmente me gusta en un personaje. Era un tipo que parece excéntrico y posiblemente agradable para el público y, sin embargo, por dentro realmente alberga estos sentimientos horribles. Y pensé: 'Podría Haz este personaje muy bien'".   A partir de 2020, Eisenberg permaneció abierto a interpretar a Luthor nuevamente en una película. 

### Caracterización y análisis.
"Lex Luthor es a menudo considerado el más notorio de los rivales de Superman, su desagradable reputación lo precede desde 1940. Lo bueno de Lex es que existe más allá de los confines del villano estereotipado y nefasto. Es un personaje complicado y sofisticado cuyo intelecto, riqueza y prominencia "Lo posiciona como uno de los pocos mortales capaces de desafiar el increíble poder de Superman. Tener a Jesse en el papel nos permite explorar esa dinámica interesante y también llevar al personaje en direcciones nuevas e inesperadas".
Zack Snyder

La versión DCEU de Luthor, tal como se retrata en Batman v Superman: Dawn of Justice, es notablemente diferente a la mayoría de las representaciones cómicas, así como a la interpretación que Gene Hackman hizo del personaje en la serie de películas Superman de 1978-1987. Luthor se presenta en público con una personalidad acogedora pero frenética de hermano tecnológico, de manera similar a Zuckerberg. Sin embargo, en realidad es una figura intrigante y paranoica con tendencias sociópatas que está obsesionada con derribar a Superman . También se caracteriza por ser un misoteísta, que odia a Dios y a otros seres divinos como Superman, ya que percibe que los dioses no pudieron protegerlo del abuso recibido de su padre, Lex Luthor Sr. (mencionado por Luthor como el "Lex detrás de LexCorp ". ). Eisenberg hizo un esfuerzo por diferenciar su interpretación del personaje de la de Hackman y Kevin Spacey, y también afirma que su personaje ve a Superman como una amenaza genuina para la humanidad en lugar de simplemente alguien a quien destruir.  Screen Rant señaló que el Luthor retratado en Batman v Superman tiene similitud con otra versión más joven de Luthor en la serie de cómics superman: Birthright, que, al igual que Lex Luthor de Smallville, fue retratado como "maníaco y torpe", además de ser mentalmente perturbado . 
También a diferencia de la mayoría de las representaciones de Lex Luthor, la versión de Eisenberg se representa con cabello auténtico hasta los hombros en lugar de ser calvo por naturaleza, aunque obtiene su apariencia calva con precisión cómica después de estar bien afeitado en prisión al final de Batman v Superman y Lo conserva en ambas versiones de Liga de la Justicia . A pesar de esto, ha habido varios casos en los cómics en los que Luthor ha sido retratado con cabello, incluido Superman #10 en el que Superboy accidentalmente causa la calvicie de Luthor,  y cómics posteriores que representan al hijo ilegítimo de Luthor, Lex Luthor II, con un cabellera llena. 
En un análisis de Batman v Superman, el crítico de cine Jordan Johnson escribe que el Luthor de Eisenberg representa la falta de sentido y el ego de la humanidad, que está en peligro por la existencia del divino Superman. Escribe que "La elección de Jesse Eisenberg, que recuerda decididamente su interpretación del magnate de Facebook Mark Zuckerberg, actualiza a Luthor como quizás el primer villano cinematográfico verdaderamente milenial : secular, arrogante, autoritario, narcisista, obsesivo en su búsqueda por derribar los valores de la vieja guardia."  Travis Bean de Forbes opinó en 2020 que la caracterización de Luthor en la película era parte de un "comentario sobre el conflicto moral-espiritual-cultural aparentemente perpetuo de nuestra sociedad", y que Luthor representaba específicamente "el ego desenfrenado y la falta de fe de la generación más joven". en la humanidad" en comparación con el Superman de Henry Cavill y el Batman de Ben Affleck .  El libro Adapting Superman: Essays on the Transmedia Man of Steel incluye dos capítulos que incorporan análisis del Luthor de Eisenberg: el capítulo "A través de la lente del Dr. Frankenstein: Luthor como Prometheus", que analiza al Luthor de Eisenberg como una versión del personaje que " llama la atención sobre temas prometeicos y frankensteinianos ", y el capítulo "Forging Kryptonite: Lex Luthor's Xenophobia as Societal Fracturing, from Batman v Superman to Supergirl ", que analiza al Luthor de Eisenberg como parte de "una representación que explora los efectos culturales de la invasión de la xenofobia " de sociedad a la familia "[e]n los años que rodearon las elecciones presidenciales de Estados Unidos de 2016 ". 

## Apariciones

### Man of Steel
Si bien Lex Luthor no aparece en la película, se alude a él y a LexCorp en la película durante la pelea final de Superman con el General Zod en Metrópolis, con Zod pateando un camión cisterna de LexCorp hacia Superman.

### Batman v Superman: Dawn of Justice
Luthor se presenta como un joven y excéntrico hombre de negocios obsesionado con destruir a Superman. Mientras emite una imagen pública acogedora, Luthor manipula en secreto ciertos eventos, como la contratación del mafioso ruso Anatoli Knyazev para plantar evidencia de que Superman asesinó en masa a los soldados de un señor de la guerra africano mientras el superhéroe rescata a Lois Lane, lo que lleva al Hombre de Acero a ser objeto de un intenso escrutinio. También comienza a buscar kriptonita creada a partir del intento de Zod de terraformar la Tierra en condiciones similares a las de Krypton y solicita a la senadora estadounidense June Finch y a otros agentes del gobierno una licencia de importación para la kriptonita y acceso a una nave exploradora kryptoniana que quedó de la Batalla de Metrópolis. . Cuando Finch niega sus solicitudes, Luthor persuade al crédulo colega de Finch, el senador Barrows, para que le conceda acceso al barco, desarrollando un rencor contra Finch. Contrabandea de forma encubierta la kriptonita después de que se le niega la licencia.
Luthor celebra una gala en Metrópolis, invitando al reportero Clark Kent (identidad civil de Superman) a cubrir el evento y al director ejecutivo de Wayne Enterprises, Bruce Wayne, como invitado. Mientras Clark entrevista a Bruce sobre sus pensamientos sobre el justiciero Batman, a quien Wayne trabaja en secreto, los dos discuten sobre las acciones de Superman y Batman antes de que Luthor se interponga entre los dos. Sin que Kent y Wayne lo supieran, Luthor ha estado manipulando a los dos entre sí, enviando en secreto informes sobre la brutal forma de justicia vigilante de Batman al Daily Planet para llamar la atención de Kent.
Luthor también manipula a uno de los ex empleados de Wayne, Wallace Keefe, quien quedó lisiado durante la Batalla de Metrópolis y responsabiliza a Superman, al interceptar sus pagos compensatorios de Wayne Enterprises. Después de que Keefe toca fondo, destroza una estatua de Superman y es arrestado. Luthor paga su fianza y le da la oportunidad de testificar contra Superman durante su próximo juicio público y una silla de ruedas de alta tecnología. Sin embargo, esto es una farsa, ya que Luthor esconde una bomba en la silla de ruedas y la detona durante el juicio de Superman en el Capitolio de los EE. UU ., matando a cientos de personas, incluidos Finch, Barrows, Keefe y la asistente personal de Luthor, Mercy Graves . Angustiado por no haber podido detectar la bomba, [lower-alpha 1] Superman se esconde mientras Bruce Wayne ve el informe de noticias sobre la destrucción, cada vez más decidido a matar a Superman.
Bruce roba un suministro de kryptonita de LexCorp como Batman y crea armas para enfrentarse al Hombre de Acero. También analiza los datos robados a Luthor durante la gala y descubre que Luthor está investigando a varios metahumanos en un intento de chantajearlos, enviando esta información a su compañera Diana Prince, una de los metahumanos que figuran en los archivos. Mientras tanto, Luthor secuestra a Martha Kent, la madre adaptable de Lois y Clark, para sacarlo de su escondite. Mientras Superman rescata a Lois y lo confronta, Luthor despotrica sobre su desdén por el "dios" kryptoniano y revela que tiene a Martha como rehén en un lugar remoto, amenazando con matarla a menos que Superman mate a Batman, lo que obliga a los dos superhéroes a pelear. Después de una larga lucha, Batman casi mata a Superman con su armamento de kriptonita hasta que Lois interviene, ayudándolos a ambos a comprender el engaño de Luthor.
Después de que Batman rescata a Martha de Knyazev, Luthor desata su "plan de respaldo": una deformidad kryptoniana creada usando la cámara Génesis de la nave exploradora, el cadáver de Zod y la sangre de Luthor, llamándolo el "día del juicio final" de Superman. El monstruo comienza a causar estragos, y después de otra batalla en la que Superman, Batman, Diana (como Wonder Woman ) y los militares se involucran, Superman se sacrifica para matarlo con la lanza de kriptonita de Batman. Luego, Luthor es arrestado después de comunicarse implícitamente con Steppenwolf en la nave exploradora, luego enviado a la penitenciaría de Belle Reeve con la cabeza rapada, incapaz de ser juzgado debido a que se declaró inocente por locura . Cuando Batman se enfrenta a Luthor en su celda y le dice que sería transferido a Arkham Asylum, Luthor se regodea de haber matado a Superman, convenciendo a Batman de reclutar a los metahumanos en los archivos de Luthor para luchar contra posibles amenazas globales en ausencia de Superman.

### Justice League

#### Cameo
Luthor aparece brevemente durante una escena poscréditos. Habiendo escapado de la prisión tras la resurrección de Superman, invita a Deathstroke a un yate privado para discutir la formación de una "liga propia" en respuesta a la formación de la Liga de la Justicia .

#### Edición del director
Luthor aparece en un papel un poco más extenso en la versión de la película del director de Zack Snyder en comparación con la versión teatral. Se le ve observando los efectos del grito de muerte de Superman mientras ve el holograma de Steppenwolf en la nave exploradora kryptoniana antes de su arresto. Su fuga de la prisión tras la resurrección de Superman también se muestra en detalle durante el epílogo, cuando encuentra a un preso mentalmente loco en Arkham para ocupar su lugar mientras él implícitamente se escapa, y un guardia descubre la farsa durante un pase de lista. Tiene un comportamiento más tranquilo y refinado, que atribuye a la "terapia muy necesaria" de Arkham. La escena de Luthor y Deathstroke en el yate termina cuando Luthor le da a Deathstroke la identidad secreta de Batman. 

### Otras apariciones

#### Publicidad
Jesse Eisenberg apareció en el personaje de Lex Luthor en una campaña publicitaria de Turkish Airlines transmitida durante el Super Bowl 50, en la que promueve volar a Metrópolis en un vínculo con Batman v Superman: Dawn of Justice . Durante el juego también se transmitió una contraparte con Bruce Wayne de Ben Affleck promocionando Gotham City.  En particular, se elogió el papel de Jesse Eisenberg como Lex Luthor en estos comerciales, ya que Dirk Libbey de CinemaBlend señaló que "combina bien con Bruce Wayne al interpretar al acogedor hombre de negocios multimillonario. Está muy lejos del villano algo caricaturesco que hemos tenido". visto en los clips de la película." 

#### Parodias
Eisenberg, junto con Henry Cavill y Ben Affleck, repitieron sus papeles en una "escena eliminada" de Batman v Superman: Dawn of Justice con el viejo amigo de Affleck, Jimmy Kimmel, que se muestra en Jimmy Kimmel Live. , en el que el personaje de Kimmel deduce con éxito las identidades de superhéroe de Clark Kent y Bruce Wayne en la gala de Lex Luthor, para disgusto de ambos superhéroes. 
Como promoción de la Liga de la Justicia de Zack Snyder en The Late Show with Stephen Colbert, el presentador del programa de entrevistas Stephen Colbert interpretó a Luthor en una parodia del epílogo de la película, con Luthor confundiendo Deathstroke con Deadshot y Deadpool y rompiendo la cuarta pared mientras intentaba explicar problemas con el personaje. licencias y continuidad dentro del DCEU y otras franquicias de superhéroes como Marvel Cinematic Universe, la serie de películas X-Men y Spider-Man Universe de Sony . 

## Recepción
La elección de Eisenberg como Luthor sorprendió a muchos,  con Daniel Distant de The Christian Post expresando intriga sobre cómo el "fuera de personaje" Eisenberg interpretaría a Luthor en el momento del anuncio del casting,  y otros inicialmente opinaron que Eisenberg era "demasiado joven" para interpretar al Luthor tradicionalmente de mediana edad.  Su actuación en Batman v Superman recibió críticas en su mayoría negativas junto con la película en sí,  lo que le valió más tarde el premio Golden Raspberry al peor actor de reparto .  Andy Scott de Grunge.com escribió específicamente que la actuación de Eisenberg fue "exagerada", y también comparó desfavorablemente a su Luthor con una fusión de su interpretación de Mark Zuckerberg en The Social Network y la interpretación de Heath Ledger del Joker en The Dark Knight . 
Sin embargo, en una reseña retrospectiva y más positiva de la película en 2020, Travis Bean de Forbes escribió que la actuación de Eisenberg, que describió como esencialmente una "versión perversa y delirante del fundador de Facebook ", fue "malinterpretada" por la mayoría de audiencias cuando se vio por primera vez en 2016, y que en 2020, la "fascinante interpretación del villano más atroz y destructivo del universo DC de Eisenberg sería increíblemente relevante para nuestro actual clima político volátil".  Renaldo Matadeen de CBR.com revisó el casting de Eisenberg como Luthor después de ver la actuación del actor en Vivarium y apreció lo que Zack Snyder vio en él. Opinó que " Vivarium es un claro recordatorio del bienhechor que Lex aspira a ser y que hace cosas malas en nombre de la justicia". 